# Raikoke
Raikoke (také Raykoke) je aktivní stratovulkán a zároveň malý sopečný ostrov patřící ke Kurilským ostrovům a tedy Ruské federaci, kde spadá do Sachalinské oblasti. Jeho nejvyšší bod dosahuje 551 m nad mořem.

## Popis
Ostrov, který tvoří samotný vulkán je zhruba kruhového tvaru s rozměry 2,5 × 2,0 km a rozlohou 4,6 km². Raikoke se označuje za stratovulkán, což znamená, že ho tvoří jednotlivé vrstvy sopečného popela a ztuhlých lávových proudů. Většina vyvrhované lávy je čedičová a lávové proudy se vyskytují zejména ve východní polovině ostrova. Kužel vulkánu se tyčí do výšky 551 m, nicméně pod hladinou moře se nachází zbylých 130 m. Sopečný kráter široký 700 m a hluboký 200 m je lemován poměrně příkrými stěnami.
Erupce Raikoke se objevily v letech 1765, 1778, 1924 a 2019. Podle osmi bodové stupnice (Index vulkanické aktivity) se erupce z let 1778 a 1924 hodnotí stupněm VEI 4 nebo vyšší. Právě výbuch v 18. století byl v nedávné době ten největší a zcela zničil horní třetinu ostrova. Zároveň bylo 15 osob zabito dopadajícími sopečnými pumami a je to tak jediný známý případ, kdy sopka způsobila úmrtí osob.
K poslední větší erupci došlo 22. června 2019, kdy erupční sloupec dosáhl výšky 13–17 km. Tím se do stratosféry dostal sopečný popel a emise oxidu siřičitého.

## Historie
Raikoke byl zřejmě poprvé navštíven loveckými a rybářskými výpravami Ainuů, ale v době evropského kontaktu nedošlo k trvalému osídlení. První mapa, na níž se ostrov objevil, byla z roku 1644. Znázorňovala území klanu Macumae, šógunátu Tokugawa.
Podepsáním smlouvy ze Šimody v roce 1855, se Raikoke dostal pod správu Ruské říše. O 20 let později, se Petrohradskou smlouvou navrátil zpět Japonskému císařství. Po druhé světové válce se dostal pod kontrolou Sovětského svazu a nyní je součástí Ruské federace.

## Fauna
Raikoke je jedním z pěti hlavních míst, která obývá lachtan ušatý. Na ostrově hnízdí také alkoun holubí, racek tříprstý, alkounek chocholatý a alkounek papouškovitý. Kapitán Henry James Snow uvedl, že v roce 1883 obývalo ostrov asi 15 000 lachtanů medvědích. Avšak v 90. letech 20. století zde bylo zaznamenáno pouze několik kusů, což byl jistě následek nadměrného lovu.

## Galerie

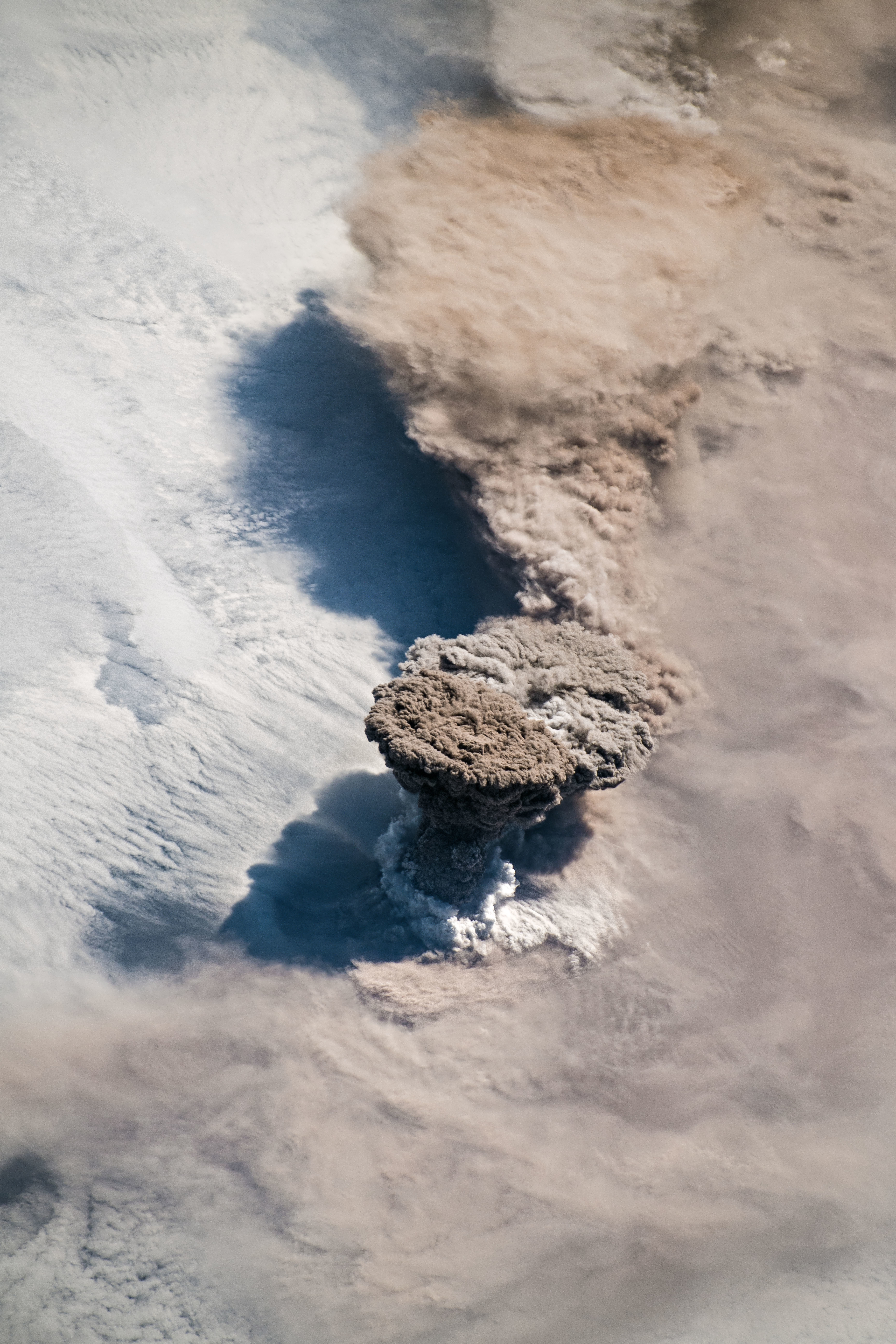
Erupční sloupec (2019)
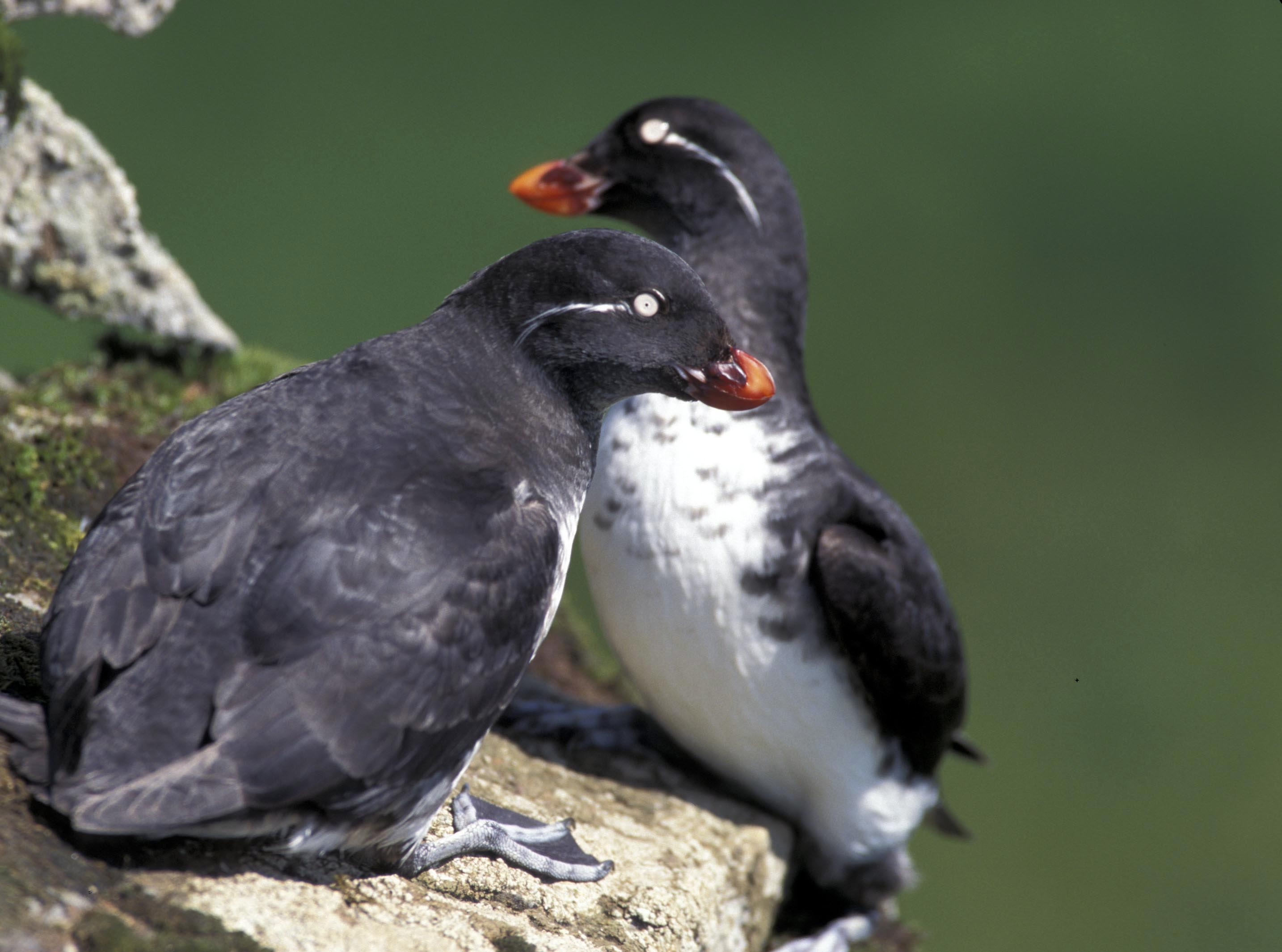
Alkounek papouškovitý